# Systoechus chrystallinus
Systoechus chrystallinus är en tvåvingeart som beskrevs av Mario Bezzi 1924. Systoechus chrystallinus ingår i släktet Systoechus och familjen svävflugor. Inga underarter finns listade i Catalogue of Life.